# Eddie Casiano
Eddie Casiano Ojeda (Manhattan, Nueva York; 20 de septiembre de 1972) es un jugador de baloncesto estadounidense retirado, actual dirigente en el Baloncesto Superior Nacional para los Atléticos de San Germán, y de los Halcones Rojos Veracruz de la Liga Nacional de Baloncesto Profesional de México Fue miembro de la Selección de baloncesto de Puerto Rico desde el 1992 hasta el 2004.
De ascendencia puertorriqueña, comenzó su carrera como jugador con los Atléticos de San Germán en 1988, junto con José "Piculín" Ortiz y Nelson Quiñones. A causa de la edad de ambos (Casiano y Quiñones) en el momento (quince años), el equipo fue apodado por los medios de comunicación como  Los Nenes (The Kids).
Casiano fue contactado por 3 universidades para jugar en la División I (Villanova, UNLV, Duke) pero anteriormente había firmado en una liga profesional en Puerto Rico (Cosmos de Guaynabo) que sólo duró 3 años y debido a regulaciones de la NCAA él no podría participar en la NCAA. Estuvo en la lista de los Orlando Magic de la NBA en un momento para la temporada 1998/99 pero nunca jugó. En 1992, Casiano participó en su primeros Juegos Olímpicos, al unirse a su compañero de equipo en San Germán José Ortiz en la selección nacional de Puerto Rico.(él volvería en 1996, 2000 y 2004, con Ortiz, a los Juegos Olímpicos.) En 2001 fue traspasado a los Leones de Ponce junto con Bobby Joe Hatton Ganaron el título dos años más tarde.

## BSN
Durante su carrera en la BSN fue el Jugador más Valioso en 1997, con promedio de 26.6 Puntos, 3.5 Asistencias, 3.1 Rebotes y 88 canastos de tres puntos en 30 Juegos, ha ganado cinco campeonatos, tres con San Germán (1991, 1994 y 1997) y dos con Ponce (2002 y 2004).
Es uno de cinco jugadores en llegar a los mil triples, siendo el más rápido en llegar a esa cifra. Luego de jugar con San Germán (1988-2000) y Ponce (2001-2006), en el 2007 firmó como agente libre con los Indios de Mayagüez donde nuevamente fue figura principal en la ofensiva, hasta el 2008 donde fue su última temporada como jugador.

## Internacional
A nivel internacional Casiano ha jugado en Argentina con Boca Juniors, Bolivia, Colombia, Venezuela y en la ACB en España con CB Granada. También fue invitado al campamento de los Orlando Magic en la NBA.

## Selección nacional
Su debut en la selección nacional fue en el 1992 a la edad de 19 años en el preolímpico de Portland donde anotó 13 puntos contra la selección de los Estados Unidos "Dream Team" compuesto por jugadores de la NBA. Durante su carrera ha jugado en dos Olimpiadas (1992, 2004), dos Mundiales (1994, 1998), cuatro Preolímpicos (1992, 1995, 1999, 2003), dos Panamericanos (1995, 1999), cuatro Centrobasket (1995, 1999, 2003, 2004), dos Centroamericanos (1993, 1998) y dos Pre-Mundiales (1993, 1997).

## Juegos Olímpicos del 2004
En la victoria ante la Selección Nacional de los Estados Unidos,en las Olimpiadas de 2004 con final de 92 a 73. Casiano anotó 18 puntos, tirando de 4-4 de tres fue una de las piezas claves en ese juego junto a Carlos Arroyo, anotando el último canasto de 3 puntos desde casi 30 pies de distancia.

## Dirigente
Eddie Casiano lideró, en su primer año como técnico en el 2009, a los Indios de Mayagüez a un lugar donde nunca habían estado en sus más de 60 años de historia: a combatir en las semifinales del Baloncesto Superior Nacional BSN.
Por su esfuerzo, los medios de comunicación escrita, televisiva y radial, así como la Asociación de Jugadores, dirigentes y apoderados le otorgaron el premio de Dirigente del Año del torneo 2009.
En una votación cerrada, Casiano obtuvo 12 votaciones, seguido por el dirigente de los Capitanes de Arecibo, David Rosario, con ocho. El también debutante Nelson Colón, de los Atléticos de San Germán, consiguió cinco, mientras que el técnico de los Piratas de Quebradillas Omar González sumó dos.
Casiano clasificó a los Indios de Mayagüez a la postemporada en la séptima posición con foja de 14-16, alejado de la sombra de los Indios del 2008 que terminaron con marca de 7-25. Ganó cinco partidos consecutivos en su cancha local, la Rebekah Colberg en Cabo Rojo, durante el "round robin" y la semifinal. Disputó el pase a la final de la liga con los Vaqueros de Bayamón donde perdió la serie 4-2.
El 25 de junio de 2016 gana medalla de oro  el Centrobasket celebrado en Panamá  con la selección nacional de Puerto Rico. Ganándole al quinteto de México 84 -83. Dándole a Casiano su primer campeonato como dirigente del Seleccionado Nacional.

## Estadísticas en el BSN
- Juegos Jugados. 484 en 21 Temporadas
- Puntos 19.2 (9,304)
- Rebotes 2.2 (1,095)
- Asistencias 2.3 (1,042)
- porcentaje en el tiro libre.84.0%
- Porcentaje de 2 puntos. 56.0%
- Porcentaje de 3 Puntos. 38.0%
- Tiros anotados de 3 puntos. 1065